# 後耳介動脈
後耳介動脈（こうじかいどうみゃく）は、頭頸部の動脈の一つ。顎二腹筋と茎突舌骨筋の上方で側頭骨茎状突起先端の反対方向に外頸動脈より起こる小さな動脈。
耳下腺の下後方を、茎状突起に沿って上昇し、耳介軟骨と乳様突起の間を側頭に沿って通り、耳介と耳介後方の頭皮に栄養を供給する。